# Uffeln (Ibbenbüren)
Uffeln ist ein im Westen der Stadt Ibbenbüren liegender Stadtteil in der Region Tecklenburger Land, bekannt vor allem durch das größte und bedeutendste Industriegebiet der Stadt. Die Einwohnerzahl von Uffeln beträgt 748 Einwohner (Stand: 31. Dezember 2015). Der Ort ist durch den Mittellandkanal in zwei Teile geteilt, einen östlichen und einen westlichen. Ursprünglich war Uffeln ein Ortsteil der Gemeinde Ibbenbüren-Land. Am 1. Januar 1975 wurde Uffeln wie die restliche Landgemeinde Ibbenbüren zur Stadt Ibbenbüren umstrukturiert.

## Geographie
Uffeln liegt am westlichen Ende des Schafberges. Es grenzt im Westen an den Hörsteler Ortsteil Ostenwalde und im Südwesten an Hörstel selber an. Im Süden liegt Püsselbüren und im Osten Dickenberg, beides Stadtteile von Ibbenbüren. Im Norden befindet sich der Recker Ortsteil Obersteinbeck. Im Nordwesten befindet sich der Ort Hopsten.

### Einwohner
| Datum      | Einwohner |
| ---------- | --------- |
| 31.12.2006 | 773       |
| 31.03.2013 | 771       |
| 31.12.2015 | 752       |
| 31.12.2023 | 758       |

## Verkehr

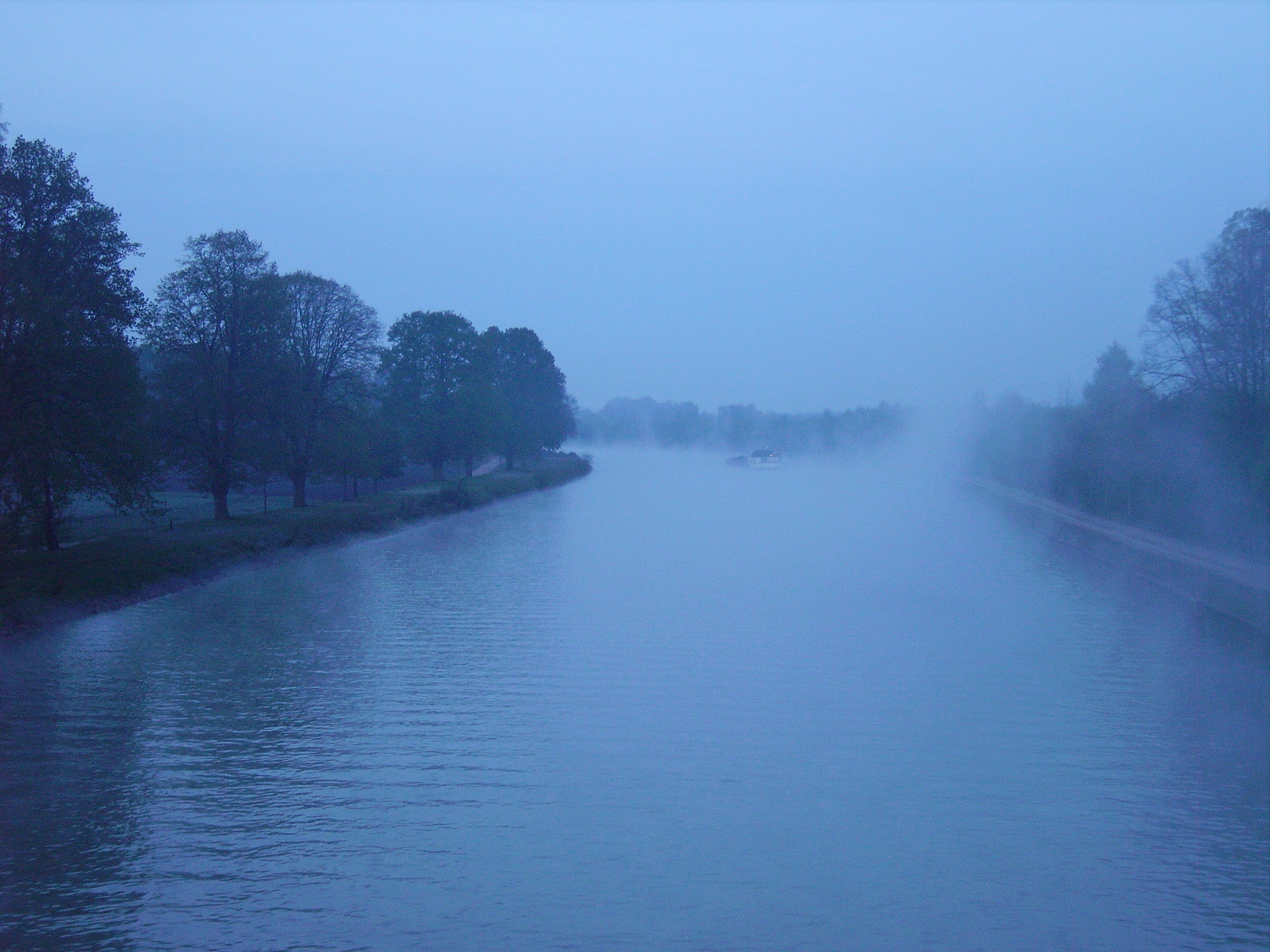
Der Mittellandkanal im Morgennebel

Südlich des Ortes verläuft ein ehemaliges Teilstück der Bundesstraße 65, das von der südlich gelegenen Bundesautobahn 30 ersetzt wurde.
Im westlichen Ortsteil von Uffeln verläuft die Tecklenburger Nordbahn mit dem Bahnhof Uffeln. Das Güterabstellgleis und der dazugehörige Güterschuppen wurden vor ein paar Jahren beseitigt. Zum Industriegebiet und dem Mittellandkanal besteht ein Anschlussgleis. Das östliche Industriegebiet ist durch ein Gütergleis mit der Bahnstrecke Löhne–Rheine verbunden. Am Mittellandkanal befindet sich der Hafen Uffeln. Südlich des Hafens befindet sich der Stichkanal Ibbenbüren.
Eine Schmalspurbahn verband einst Uffeln mit dem Dickenberg und dem Bahnhof Hörstel. Sie diente dem Gütertransport. Vor allem Ziegelsteine, Sandstein und Kohle wurden so zum Hafen und zum Bahnhof gefahren.

## Wirtschaft

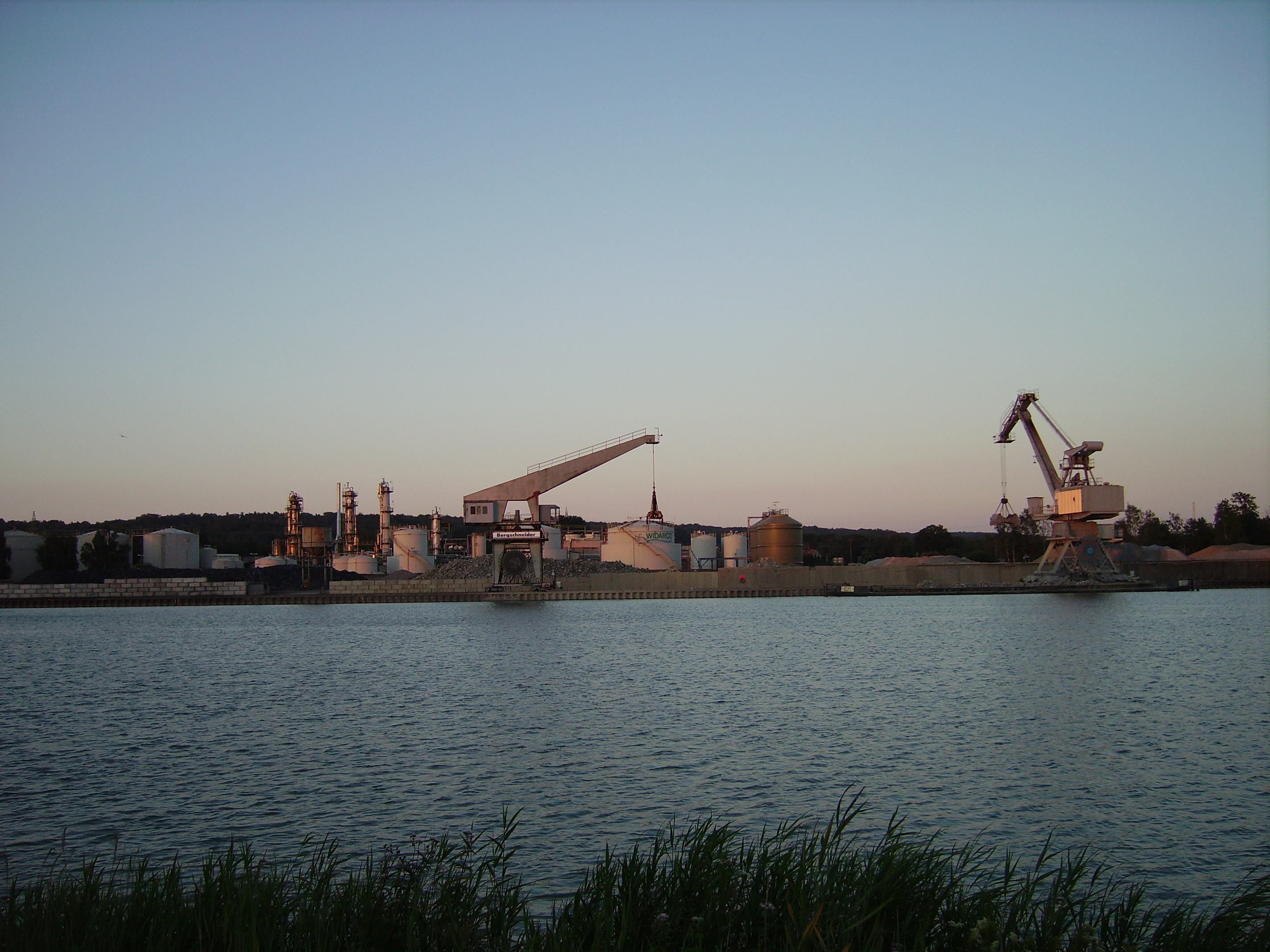
Hafen von Uffeln in der Abendsonne

Der Ortsteil Uffeln ist das Industriegebiet der Stadt Ibbenbüren. Hier befinden sich die Chemiefirmen Akzo Nobel Ibbenbüren, Angus Chemie sowie Sachtleben Chemie Ibbenbüren und Sidra. Die ehemalige BASF Tochter Wibarco, die an die Schweizer Hansa Group veräußert wurde, wurde aufgrund der Insolvenz der Hansa Chemie geschlossen.
Im westlichen Teil sind zahlreiche Metallbaufirmen, Entsorgungsfirmen, ein großes Logistikzentrum des Unternehmens Fiege sowie einige kleine und mittlere Chemiefirmen angesiedelt. Am Hang des Schafberges befinden sich Steinbrüche sowie zwei ehemalige Mülldeponien.
Bedeutend war für Uffeln im 19. und 20. Jahrhundert vor allem der Bergbau, der sich vor allem in der ehemaligen Grube Mieke sowie zahlreichen Hinterlassenschaften des Bergbaus wie den Bodelschwingh-Stollen und den Barbarastollen zeigt. Ein Kalksteinbruch und ein Kalkofen boten vielen Familien Lohn und Brot.

### Mülldeponien
In einem ehemaligen Steinbruch an der Rheiner Straße wurde 1968 die Mülldeponie Wolters angelegt. Nachdem das genehmigte Deponievolumen von 220.00 m³ erreicht war, wurde die Deponie 1977 geschlossen. Zwar erfolgte die Ablagerung schon relativ geordnet und das anfallende Deponiegas wurde durch einen Schornstein abgeleitet, aber es erfolgte im Anschluss keine Oberflächenabdichtung. Erst im Jahr 1999 erhielt die Deponie eine Oberflächenabdichtung um anfallendes Regenwasser von Deponiekörper fernzuhalten.
Anschließend wurde in der Nähe eine zweite Deponie bis 2003 betrieben.

## Natur
Im Grenzgebiet zu den Orten Hopsten und Obersteinbeck befindet sich das Naturschutzgebiet Heiliges Meer – Heupen. Der ehemalige Kalksteinbruch hat ein wertvolles Rückzugsgebiet für die Natur geschaffen.

## Gemeindeleben

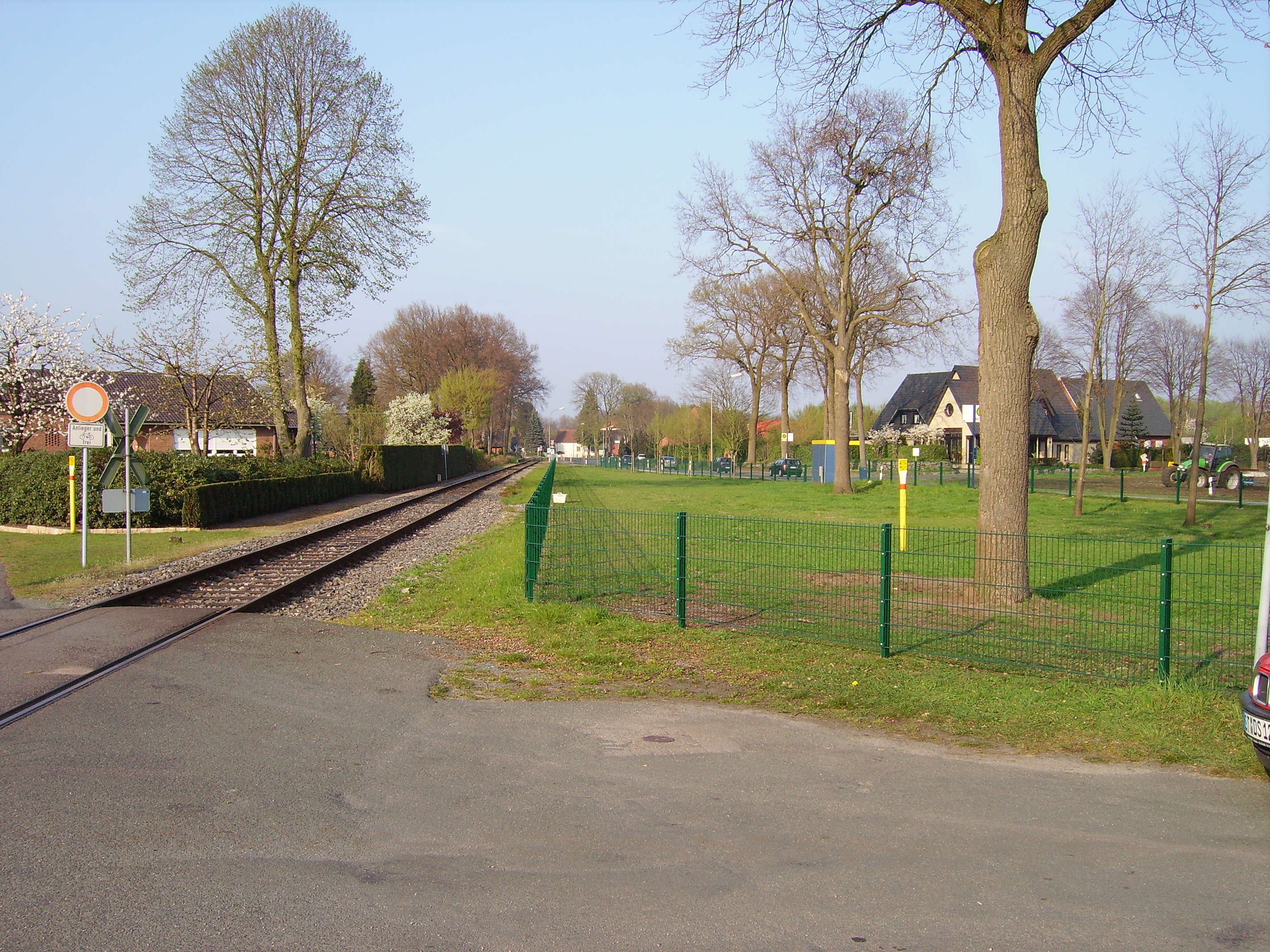
Ortskern von Uffeln, in der Mitte befand sich das ehemalige Abstellgleis der Tecklenburger Nordbahn

Das Gemeindeleben wird besonders durch die zahlreichen Vereine und Freizeitgruppen bestimmt.
Der größte und bedeutendste Verein ist der SV Uffeln, bei dem der Fußball im Vordergrund steht, aber auch weitere Sportarten wie Beach-Volleyball und Tennis angeboten werden. Der SV Uffeln besteht seit 1932. Weitere Aktivitäten gehen aber auch vom Schützenverein (besteht seit 1869) und den zahlreichen Gruppen der ehemaligen Kirchengemeinde St. Marien Uffeln aus.